# Muhammad Halim
Muhammad Halim (ur. 26 października 1986 na Saint Croix) – pochodzący z Wysp Dziewiczych Stanów Zjednoczonych lekkoatleta specjalizujący się w trójskoku, rekordzista kraju na otwartym stadionie i w hali. Okazjonalnie startuje także w skoku w dal. W przeszłości reprezentował Stany Zjednoczone.
Medalista mistrzostw NCAA z 2008. W 2010 zdobył srebro w skoku w dal podczas igrzysk Ameryki Środkowej i Karaibów. Rok później zajął 4. miejsce podczas mistrzostw Ameryki Środkowej i Karaibów oraz 9. miejsce na igrzyskach panamerykańskich. W 2012 reprezentował Wyspy Dziewicze Stanów Zjednoczonych na igrzyskach olimpijskich w Londynie, na których nie przebrnął przez eliminacje konkursu trójskoku. W 2014 zdobył swój drugi srebrny medal igrzysk Ameryki Środkowej i Karaibów.

## Osiągnięcia
| Rok  | Impreza                                  | Miejsce        | Konkurencja | Lokata            | Wynik |
| ---- | ---------------------------------------- | -------------- | ----------- | ----------------- | ----- |
| 2008 | Mistrzostwa NCAA                         | Des Moines     | trójskok    | 1. miejsce        | 16,66 |
| 2010 | Igrzyska Ameryki Środkowej i Karaibów    | Mayagüez       | skok w dal  | 2. miejsce        | 7,79  |
| 2011 | Mistrzostwa Ameryki Środkowej i Karaibów | Mayagüez       | trójskok    | 4. miejsce        | 15,95 |
| 2011 | Igrzyska panamerykańskie                 | Guadalajara    | trójskok    | 9. miejsce        | 15,94 |
| 2012 | Igrzyska olimpijskie                     | Londyn         | trójskok    | el. – 18. miejsce | 16,39 |
| 2014 | Igrzyska Ameryki Środkowej i Karaibów    | Xalapa         | skok w dal  | 2. miejsce        | 7,75  |
| 2014 | Igrzyska Ameryki Środkowej i Karaibów    | Xalapa         | trójskok    | 8. miejsce        | 15,45 |
| 2015 | Mistrzostwa NACAC                        | San José       | skok w dal  | 9. miejsce        | 7,36  |
| 2016 | Igrzyska olimpijskie                     | Rio de Janeiro | trójskok    | el. –             | NM    |

## Rekordy życiowe
- Skok w dal – 7,82 (2010)
- Skok w dal (hala) – 7,85 (2011)
- Trójskok – 16,61 (2011) rekord Wysp Dziewiczych Stanów Zjednoczonych.
- Trójskok (hala) – 16,87 (2011) rekord Wysp Dziewiczych Stanów Zjednoczonych.